# Romeo Bosetti
Romeo Bosetti, nome anagrafico completo Romolus Joseph Bosetti (Chiari, 18 gennaio 1879 – Suresnes, 27 ottobre 1948), è stato un attore, regista, sceneggiatore e produttore cinematografico italo-francese, tra i pionieri del genere comico del cinema transalpino.

## Biografia
Figlio degli artisti circensi Giovanni e Filomena Baresi, iniziò all'età di dieci anni nel circo dei genitori. Ebbe un fratello che morì all'età di cinque anni, ed una sorella Henriette che fu ballerina, prima di morire tragicamente dopo essere saltata da una finestra per scampare a un incendio.
A causa del continuo vagabondare dei genitori, Bosetti, non poté frequentare la scuola, ma imparò da solo il francese, grazie al fatto che il loro circo spesso effettuava soste nei paesi francofoni. 
Acrobata, stuntman e artista di music-hall, esordì davanti alla macchina da presa nel 1906 alla Pathé nel corto La course à la perruque, dove nel cast vi fu anche André Deed.  Successivamente passò alla Gaumont, dove interpretò, diresse e scrisse i soggetti delle comiche della serie Roméo girate dal 1908 al 1914. Inoltre nella stessa casa fu produttore di tre film della serie Fantômas diretti da Feuillade. 
Bosetti lanciò altri personaggi comici e li diresse personalmente in oltre 250 pellicole girate fino al 1916. Il primo fu Calino interpretato da Clément Mégé, poi, passato nuovamente alla Pathé nel 1911 diresse gli studi cinematografici della casa parigina destinati alla produzione delle comiche a Nizza, la Comica Film. 
Altri personaggi comici diretti furono Bigorno (René Lantini), Caroline (Ellen Lowe), Casimir (Lucien Bataille), Little Moritz (Maurice Schwartz), Patouillard (Paul Bertho) e Rosalie (Sarah Duhamel).
Costretto ad abbandonare l'attività cinematografica nel corso della prima guerra mondiale, partecipò al conflitto dove rimase ferito. Con la crisi delle comiche che si manifestò in quel periodo, tornato dal fronte Bosetti non riprese la propria attività.

## Filmografia parziale

### Attore
- La course à la perruque, regia di Georges Hatot e André Heuzé (1906)

### Regista
- La Journée d'un non-gréviste (1906)
- Le Matelas épileptique (1906) - co-regia con Alice Guy e interpretazione
- La cintura elettrica (La Ceinture électrique; 1907)
- La Grève des apaches (1908)
- Une dame vraiment bien (1908)
- Serie comica Roméo (1908-1914) - regia, sceneggiatura e interpretazione
- Serie comica Calino (1910)
- Serie comica Little Moritz (1911)
- Serie comica Rosalie (1911-1912)
- Serie comica Patouillard (1911-1916)
- Serie comica Bigorno (1912-1914)
- Serie comica Gavroche (1912-1914)
- Serie comica Casimir (1913-1916)
- Un drame passionnel (1913)

### Produttore cinematografico
- Fantômas - À l'ombre de la guillotine, regia di Louis Feuillade (1913)
- Juve contre Fantômas, regia di Louis Feuillade (1913)
- Fantomas contro Fantomas (Fantômas contre Fantômas), regia di Louis Feuillade (1914)